# Craspedolepta dracunculi
Craspedolepta dracunculi är en insektsart som beskrevs av Loginova 1962. Craspedolepta dracunculi ingår i släktet Craspedolepta och familjen rundbladloppor. Inga underarter finns listade i Catalogue of Life.